# Stine Kjær Dimun
Stine Kjær Dimun (* 15. Oktober 1979; als Stine Kjær Jensen) ist eine ehemalige dänische Fußballspielerin.

## Karriere

### Vereine
Dimun spielte von 2003 bis 2007 ausschließlich für den Brøndby IF in der 3F Ligaen, der seinerzeit höchsten Spielklasse im dänischen Frauenfußball. Mit der Mannschaft, für die sie 49 Tore in 90 Punktspielen erzielte, gewann sie in dieser Zeit fünfmal (in Folge) die Meisterschaft und dreimal den nationalen Vereinspokal; im Pokalwettbewerb erzielte sie 13 Tore in zwölf Spielen. Auf internationaler Vereinsebene kam sie bei vier Teilnahmen im Wettbewerb um den UEFA Women’s Cup (ab 2009/10 UEFA Women’s Champions League) in insgesamt zehn Spielen zum Einsatz, in denen sie drei Tore erzielte. Am weitesten kam sie mit ihrer Mannschaft bei ihrer dritten Teilnahme 2006/07, bevor sie im Halbfinale – nach dem 2:2-Unentschieden im Hinspiel, mit 0:3 beim Arsenal LFC im Rückspiel – aus dem Wettbewerb ausschied. Zwei ihrer drei Tore erzielte sie bei ihrer ersten Teilnahme am 29. November 2003 im Viertelfinalrückspiel beim 3:0-Sieg über den aserbaidschanischen Meister Gömrükcü Baku mit den Treffern zum 1:0 und 3:0 in der 14. und 40. Minute.

### Nationalmannschaft
Als Nationalspielerin debütierte Dimun in der U21-Nationalmannschaft, die am 21. Juli 2003 in Randers das erste Spiel im Turnier um den „Open Nordic Cup“ gegen die US-amerikanische U21-Nationalmannschaft mit 0:1 verlor. Im Zwei-Tages-Rhythmus folgten drei weitere Spiele, wobei sie mit ihrer Mannschaft das Spiel um Platz 3 mit 3:2 gegen die U21-Nationalmannschaft Deutschlands gewann; mit den Treffern zum 1:0 und 2:1 in der 17. und 45. Minute, ihren ersten beiden Länderspieltoren, hatte sie großen Anteil daran. Das Wiedersehen mit der U21-Nationalmannschaft Deutschlands am 13. Mai 2004 in Nakskov wurde mit 1:0 ebenfalls gewonnen.
Die vom 14. März 2003 bis zum 20. September 2007 von ihr bestrittenen 30 Länderspiele für die A-Nationalmannschaft beinhalteten drei Teilnahmen an den Turnieren um den Algarve-Cup, in denen sie in den ersten zwei (2003, 2005) jeweils dreimal, im vierten (2007) viermal eingesetzt wurde, zwölf Freundschaftsländerspiele, vier Spiele der EM-Qualifikationsgruppe 2, das letzte Spiel der WM-Qualifikationsgruppe 3 sowie das dritte Spiel der Gruppe A im Turnier der Europameisterschaft 2005 und das erste und dritte Spiel der Gruppe D im Turnier um die Weltmeisterschaft 2007.

## Erfolge
- Turnierdritter Open Nordic Cup 2003
- Dänischer Meister 2003, 2004, 2005, 2006, 2007
- Dänischer Pokal-Sieger 2004, 2005, 2007